# Liste des aéroports en Guinée équatoriale
Voici une liste des aéroports de Guinée équatoriale, triés par emplacement.

## Aéroports
| Ville               | Province (en) | OACI | AITA | Nom                                    | Coordonnées                 |
| ------------------- | ------------- | ---- | ---- | -------------------------------------- | --------------------------- |
| Bata                | Litoral       | FGBT | BSG  | Aéroport de Bata                       | 1° 54′ 20″ N, 9° 48′ 20″ E  |
| Corisco             | Litoral       | FGCO | OCS  | Aéroport international de Corisco (en) | 0° 54′ 55″ N, 9° 19′ 50″ E  |
| Malabo              | Bioko-Norte   | FGSL | SSG  | Aéroport de Malabo                     | 3° 45′ 19″ N, 8° 42′ 31″ E  |
| San Antonio de Palé | Annobón       | FGAN | NBN  | Aéroport d'Annobón                     | 1° 24′ 37″ S, 5° 37′ 19″ E  |
| Mengomeyén          | Wele-Nzas     | FGMY | GEM  | Aéroport international Obiang Nguema   | 1° 41′ 24″ N, 11° 01′ 26″ E |